# Polytrichum vaginatum
Polytrichum vaginatum là một loài rêu trong họ Polytrichaceae. Loài này được Warnst. mô tả khoa học đầu tiên năm 1920.